# Falsoibidion
Falsoibidion is een kevergeslacht uit de familie van de boktorren (Cerambycidae). De wetenschappelijke naam van het geslacht werd voor het eerst geldig gepubliceerd in 1922 door Pic.

## Soorten
Falsoibidion omvat de volgende soorten:
- Falsoibidion encaustum Holzschuh, 1999
- Falsoibidion fasciatum Pic, 1926
- Falsoibidion fuscipes Hayashi, 1979
- Falsoibidion infidarium Holzschuh, 1999
- Falsoibidion punctuosum Holzschuh, 2003
- Falsoibidion trimaculatum Pic, 1923